# Deua-Nationalpark
Der Deua-Nationalpark ist ein Nationalpark im Südosten des australischen Bundesstaates New South Wales, 320 km südlich von Sydney und 100 km östlich von Canberra. Die nächstgelegenen Städte sind Batemans Bay im Nordosten, Moruya im Osten und Narooma im Südosten, jeweils an der Küste.
Der Park am Oberlauf des Deua River, der im Unterlauf auch seine Ostgrenze bildet, ist ein entlegenes, ursprüngliches Gebiet im Verlauf des Küstengebirges von New South Wales mit Felsstufen, engen Tälern, Wasserfällen, Karsthöhlen und Eukalyptuswäldern. Der Deua-Nationalpark ist auch eine wichtige Zuflucht für viele Pflanzen- und Tierarten, wovon viele auf der Liste der bedrohten Arten stehen.

## Flora
Die üblichen Eukalyptusarten im Park sind der Black Ash (Eucalyptus sieberi), der Monkey Gum (Eucalyptus cypellocarpa), der Messmate (Eucalyptus obliqua) und der White Ash (Eucalyptus fraxinoides). Seltener findet man den Jilliga Ash (Eucalyptus stenostoma) und den Mongamulla Mallee (Eucalyptus deuaensis). Hochlandregenwald kommt in engen Tälern vor, wo er von Waldbränden verschont wird. Diese Waldgebiete sind von Pinkwood (Eucryphia moorei), Hard Water Fern (Blechnum wattsii, Farn) und Soft Tree Fern (Dicksonis antarctica, Farn) dominiert. Weitere Lebensräume sind z. B. Sümpfe, Moore, Uferwälder und felsiges Buschland.

## Fauna
106 Vogelarten und 62 Säugetierarten wurden im Deua-Nationalpark registriert. Besonders bemerkenswert sind die vielen Greifvögel, z. B. der Wanderfalke und die Powerful Owl (Eule). In den Höhlen leben viele Fledermausarten.

## Galeriebilder

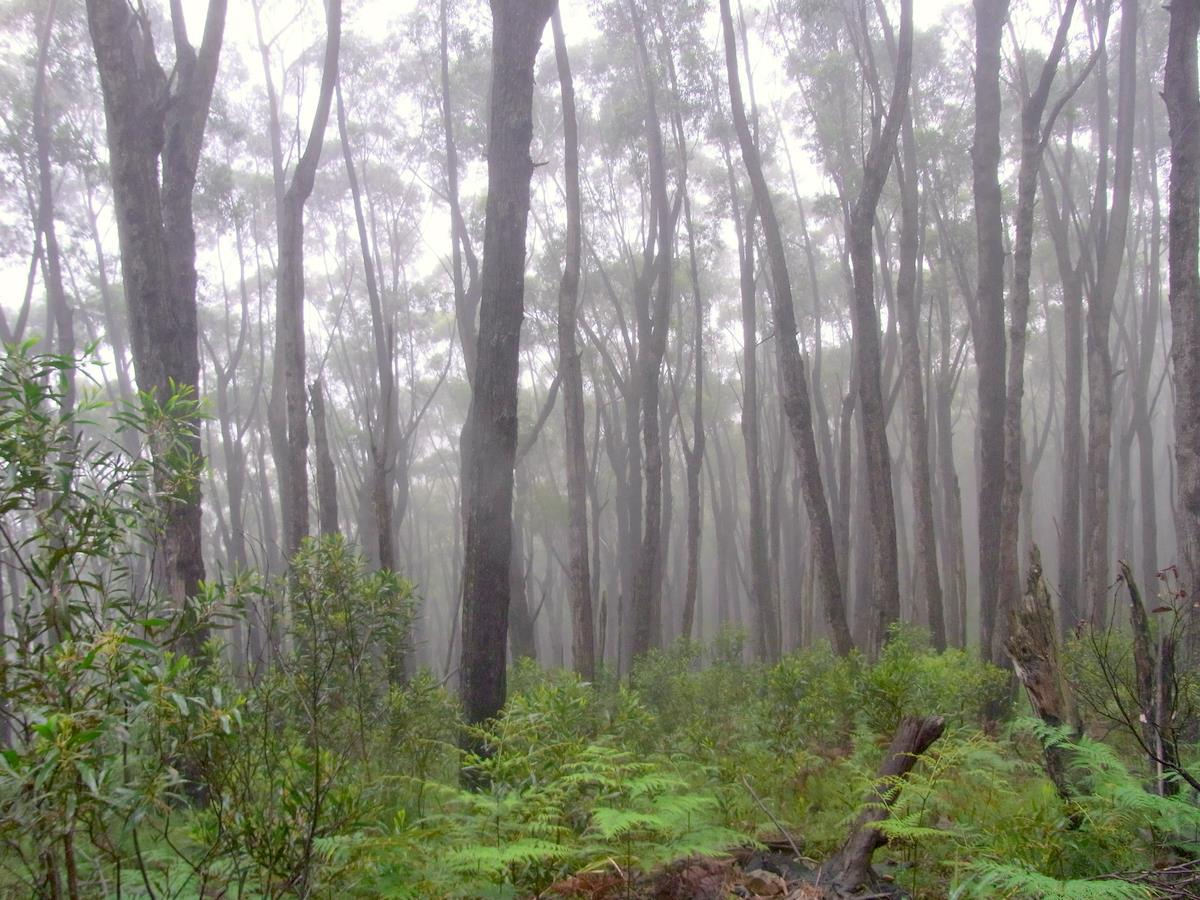
Black Ash im Bergnebel im Deua-Nationalpark
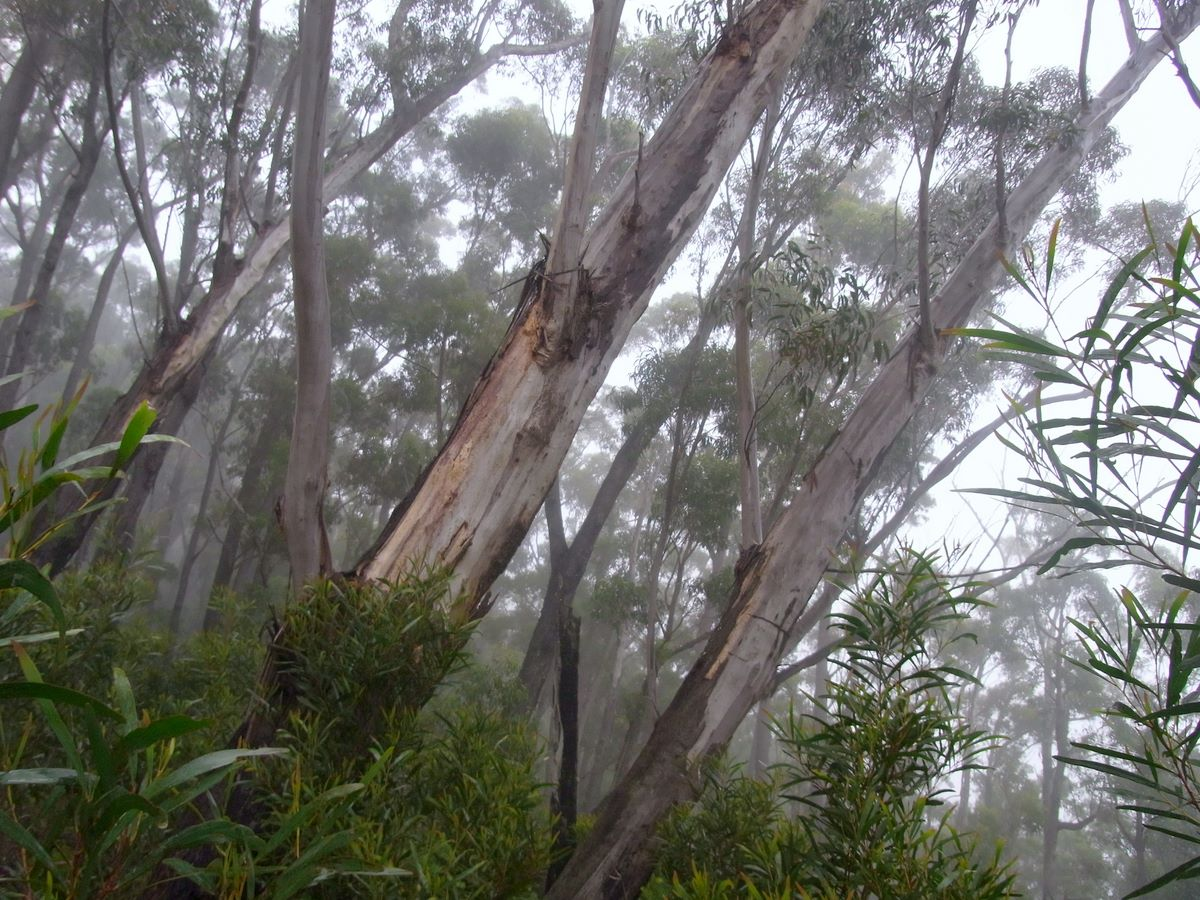
Jilliga Ash im Deua-Nationalpark
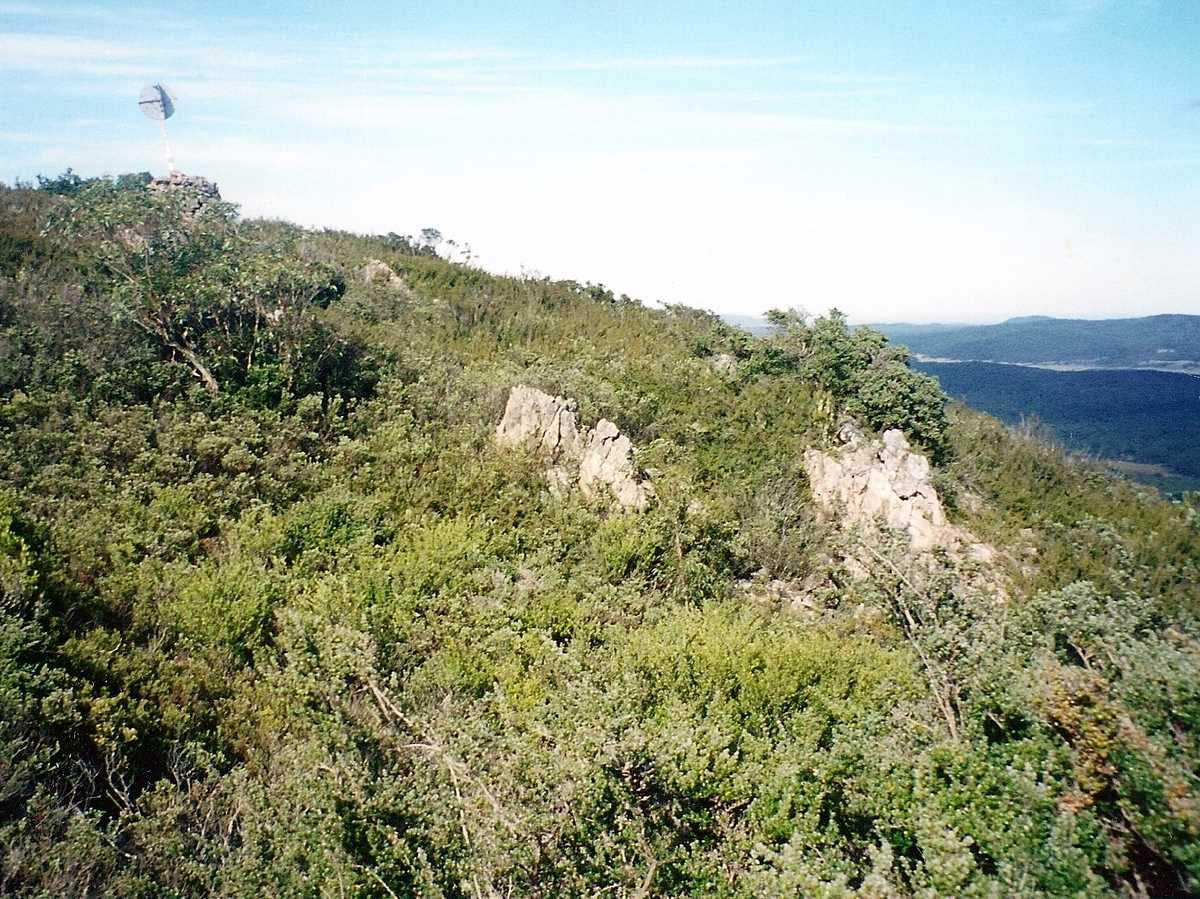
Big-Badja-Gipfel im Deua-Nationalpark
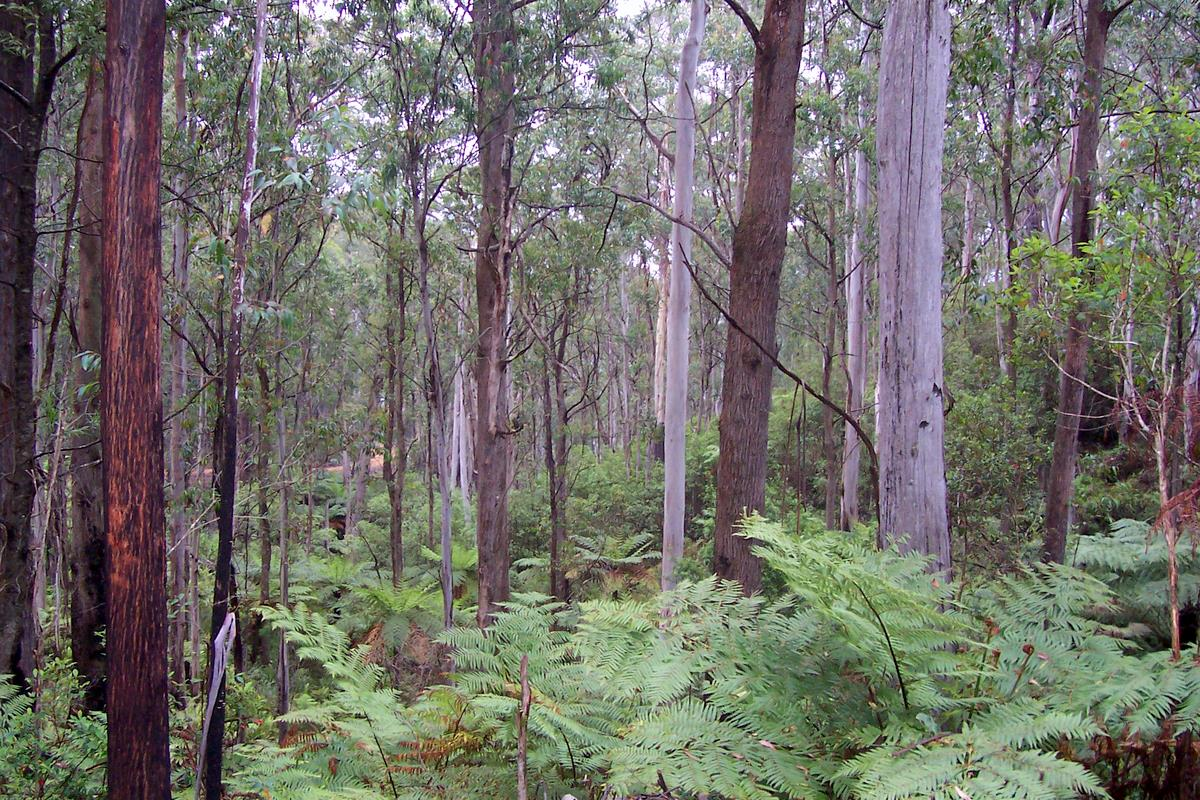
Eukalyptusregenwald im Deua-Nationalpark
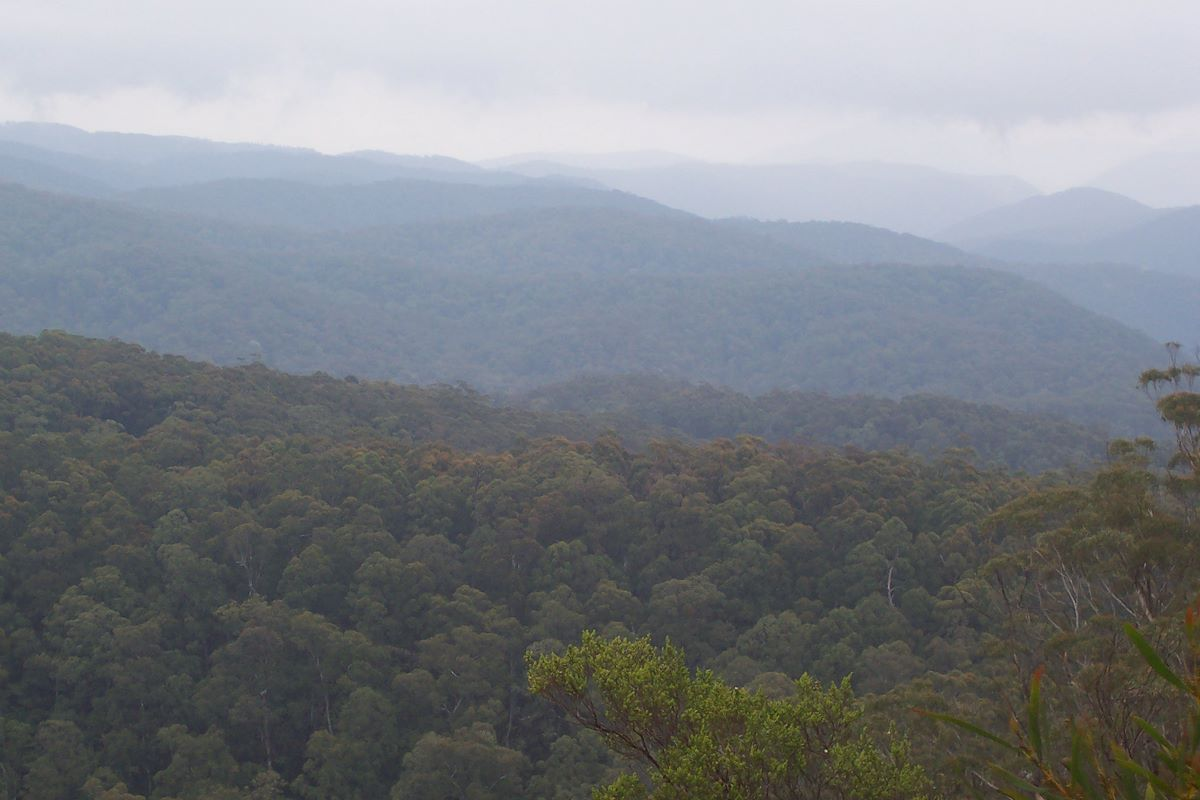
Blick vom Hanging Mountain im Deua-Nationalpark